# 188139 Stanbridge
188139 Stanbridge este o planetă minoră (asteroid), cu un diametru de 3,461 km, din centura de asteroizi. A fost descoperită pe 6 februarie 2002 la Observatorul Național Kitt Peak de Marc Buie⁠(d). 
Obiectul prezintă o orbită caracterizată de o semiaxă mare de 3,0638140241336 UAi, o excentricitate de 0,07, o înclinație de 5,3 ° în raport cu ecliptica.